# Batalla de Tudela
La batalla de Tudela fue un enfrentamiento bélico de la Guerra de la Independencia Española disputado en los alrededores de dicha ciudad el 23 de noviembre de 1808. El resultado del combate fue la completa victoria francesa, al mando del mariscal Lannes, sobre las tropas españolas, mandadas por el general Castaños.

## Contexto histórico
El enfrentamiento bélico se produjo cuando el ejército napoleónico emprendió una operación para cercar y destruir a los ejércitos españoles del valle medio del Ebro (La Rioja, Navarra y Zaragoza). Ante esto, el general Castaños eligió Tudela y el valle del Queiles hasta Tarazona para concentrar a las fuerzas españolas y articular una línea defensiva que hiciera frente a la embestida napoleónica. A tal fin, el ejército español tomó posiciones en el cerro de Santa Bárbara y en las alturas que dominan la margen derecha del río Queiles (Monte de Santa Quiteria y Cabezo Malla). Distintos errores de cálculo y la excesiva dispersión en la disposición de las tropas españolas a lo largo de la línea defensiva del Queiles facilitaron al ejército francés la ruptura de la línea defensiva y la victoria en la batalla. Las bajas españolas se calculan en torno a los 4.000 muertos y 3.000 prisioneros, mientras que por parte francesa no llegan a 600 los muertos y heridos.
El resultado de la batalla provocó el saqueo de Tudela, la huida de muchos vecinos a Zaragoza y las Bardenas y dejó a las tropas napeoleónicas el camino abierto para emprender el segundo sitio de Zaragoza.

## Fuerzas combatientes

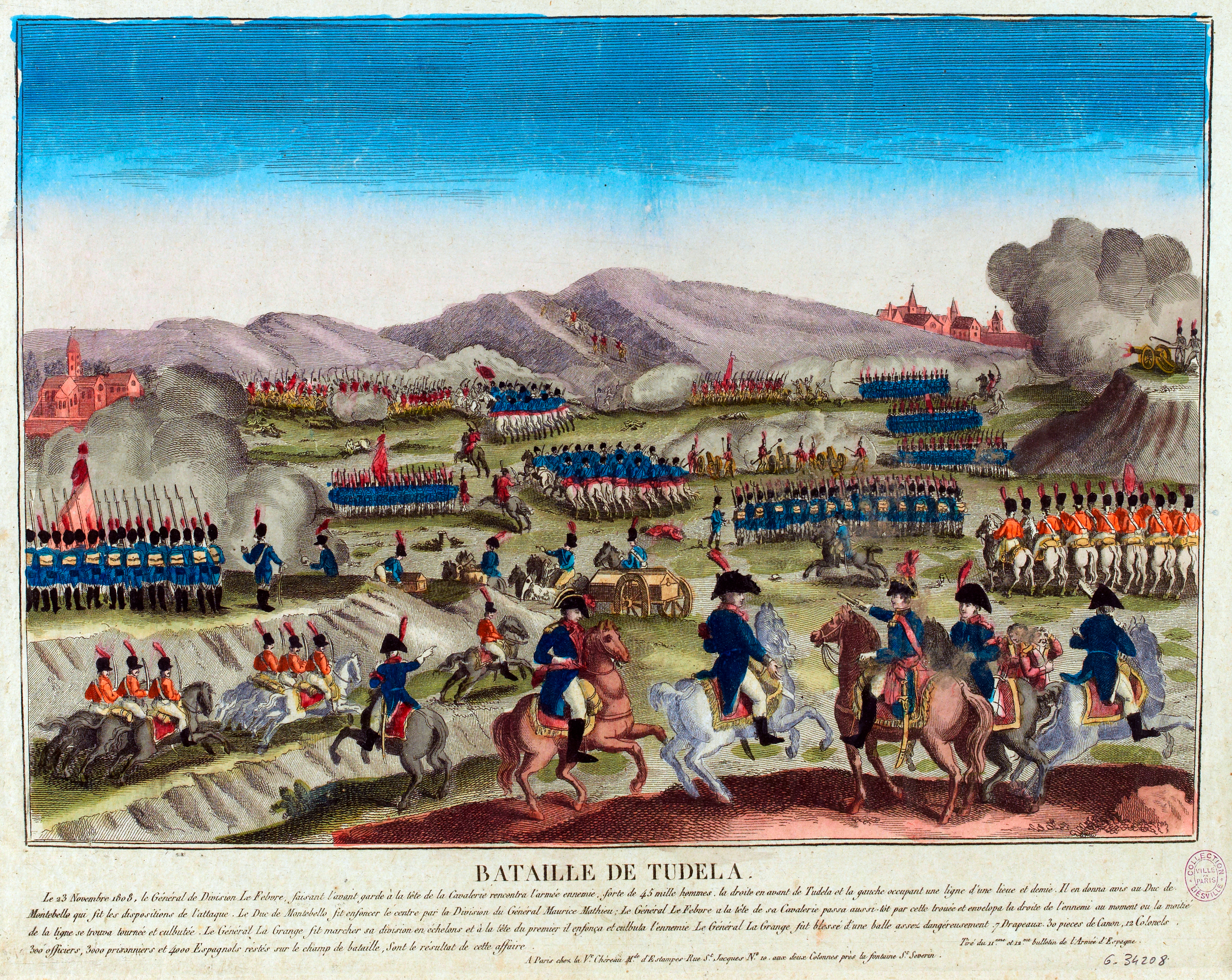
Bataille de Tudela. Museo Carnavalet de París. Grabado anónimo (c. 1808)

### Parte francesa

#### Comandantes franceses
- Jean Lannes: duque de Montebello (1769-1809) y mariscal de Francia en 1804; combatió en: Arcole, Abukir, Egipto, Marengo, Austerlitz, Jena, Aspern-Essling.
- François Joseph Lefebvre
- Michel Ney: duque de Elchingen, príncipe de Moscú (1769-1815) y mariscal de Francia en 1804. En realidad, se mantuvo al margen, esperando órdenes para participar.

#### Unidades del ejército
- Divisiones de infantería:

- Lagrange
- Legiones del Vístula
- Maurice Mathieu
- Morlot
- Grandjean
- Y los 14.º, 27.º, 44.º, 50.º, 114.º, 115.º, 116.º y 117.º regimientos de línea

- Caballería formada por:

- Lanceros polacos
- 1.er Regimiento Provisional y el 3.er Escuadrón de marcha de Coraceros
- Húsares provisionales
- Dragones
- Caballería ligera del general Colbert

### Parte española

#### Comandantes españoles
- Francisco Javier Castaños
- José de Palafox y Melci (reserva)
- Mariscal Juan O'Neylle
- Pedro Agustín Girón
- Manuel Lapeña
- Pedro de Grimarest (Pedro Grimarest Oller)
- Felipe Augusto de Saint-Marcq

#### Unidades del ejército
- Batallones Caro y Pinohermoso
- División Roca
- 4.ª División de Manuel Lapeña
- 5.ª División del general Castaños
- 3 divisiones al mando del general Grimarest
- División del mariscal de campo don Felipe Saint-Marcq[1]
- Regimiento Sicilia N.º 67[2]
- Regimiento Saboya

## El campo de batalla
Es la zona comprendida entre Tudela y los montes cercanos que se encuentran a su poniente, el frente español sería: cerro de Santa Bárbara, Tudela, Torre Monreal, Santa Quiteria, Cabezo Malla, Cerro de San Juan de Calchetas, y las poblaciones de: Urzante (desaparecida), Murchante, Cascante. Y como foso natural entre los franceses y los españoles está el río Queiles, afluente del Ebro.
Los franceses avanzaron desde los montes que se encuentran enfrente de las líneas españolas, los Montes de Cierzo, hacia las tropas españolas (éstas estaban parapetadas), no fue una batalla a campo descubierto.

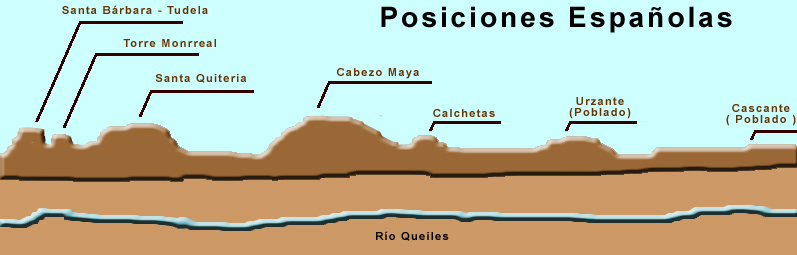
Esquema de las posiciones españolas

## Cronología de la batalla

### Preliminares

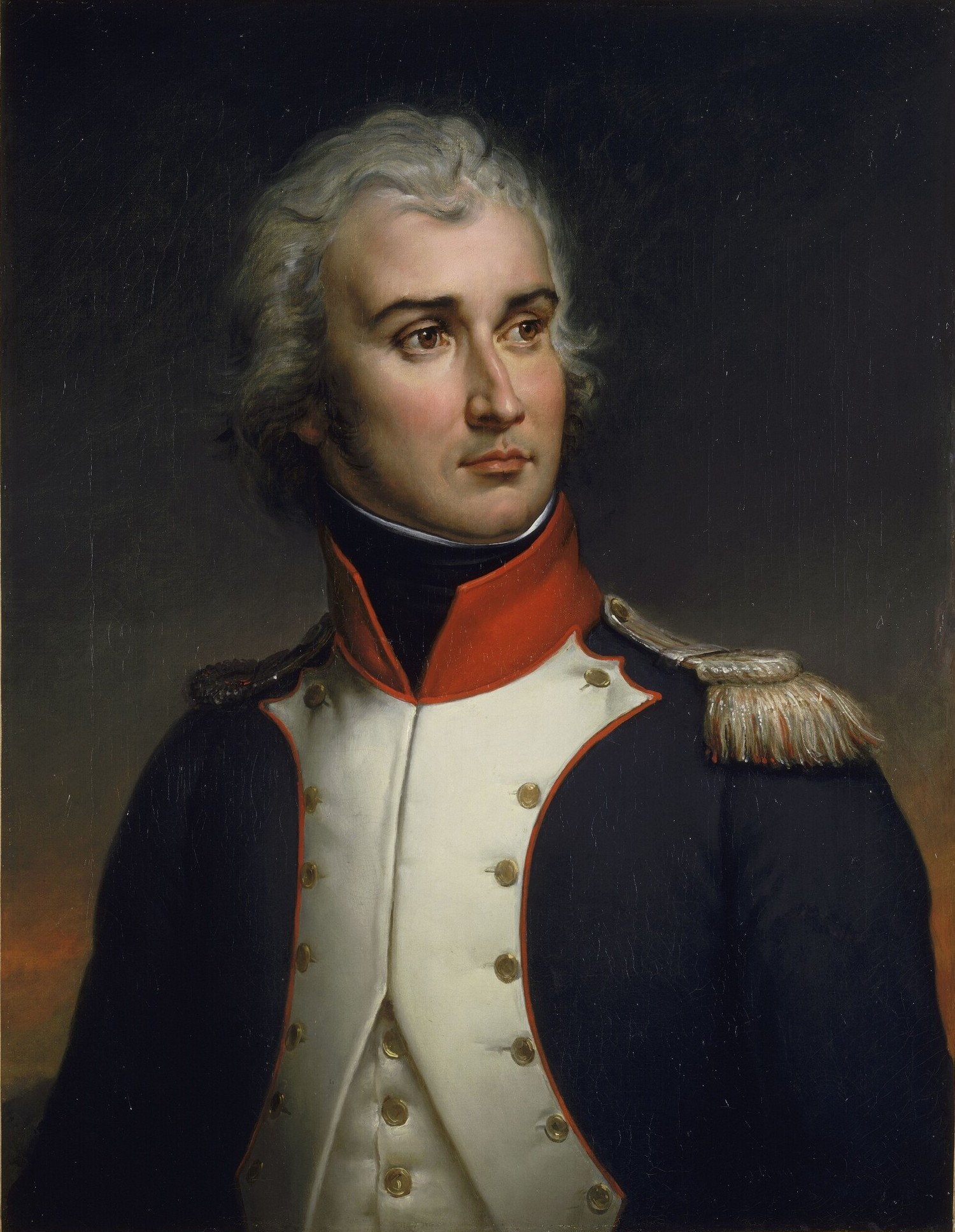
Mariscal Jean Lannes.

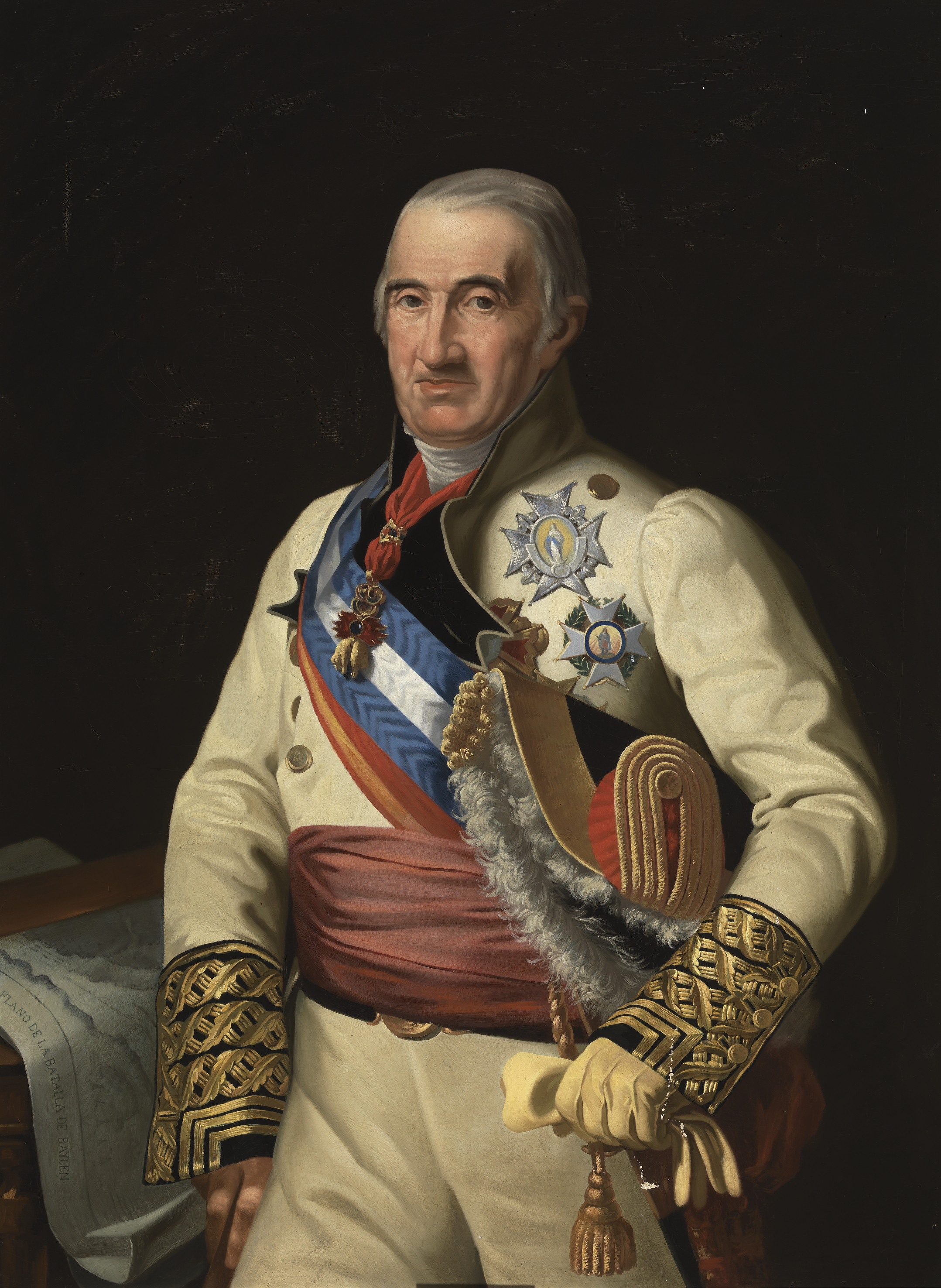
General Francisco Javier Castaños.

En noviembre de 1808, Napoleón avanza a través de Burgos hacia Madrid. Para proteger su flanco izquierdo, era importante derrotar la derecha al ejército de Castaños que llamaban «del Centro» y que unido al de reserva de Palafox ocupaban con el primero Calahorra y a la derecha del Ebro hasta cerca de Lodosa, y el segundo la línea del Arga y confluencia del Aragón, frente a Falces, Peralta y Milagro, donde estaban situadas las fuerzas de Moncey.
Napoleón (desde Burgos) ordena el 18 de noviembre a Jean Lannes que avance hacia Tudela con el siguiente plan: el 21 a Lodosa, el 22 a Calahorra y el 23 a Tudela. Cuando llega a Logroño, ordena a Moncey que atraviese el Ebro por Lodosa para juntarse con él, unir y organizar las fuerzas. Mientras tanto, las órdenes de Ney eran las de avanzar hasta Soria, e interceptar en Almazán el camino entre Pamplona y Madrid, quedando así en la retaguardia de Castaños.
Mientras el ejército francés organizaba su ofensiva tan rápida y cautelosamente, los ejércitos españoles del Ebro se encontraban en las peores condiciones para aspirar a la victoria. «Ni por su calidad, ni por su fuerza pueden competir con las aguerridas y numerosas tropas del enemigo», esto en cuanto a las tropas, por lo que hace a los jefes entre Castaños y Palafox había grandes desavenencias: no lograban ponerse de acuerdo en las operaciones. Palafox, orgulloso por la defensa de Zaragoza, se creía tanto o más que su compañero.
Castaños había reclamado el mando único a la Junta Suprema Central que ésta tarda en otorgarle. Cree que el frente que ha pensado entre las faldas del Moncayo y el Ebro, unos 50 km, puede parar el avance del ejército francés, pero en lugar de los 80 000 hombres prometidos, solo contaba con 26 000 soldados.
Juan O'Neylle poseía el resto de las fuerzas españolas, pero éstas se encontraban en Caparroso y Villafranca. Castaños manda un emisario con una carta a este general pidiéndole que vengan a Tudela lo antes posible, ya que los franceses están en marcha y llegarán de un momento a otro. El emisario llega a Caparroso a las 5 de la tarde del 21 de noviembre. O'Neylle lee la carta y le responde:

Comprendo bien lo crítico de la situación, pero mi jefe natural es Palafox y este me ordenó que mantuviera esta posición; no obstante, estoy dispuesto a marchar hacia Tudela con mis 20 000 hombres, pero será mañana, ya que ha anochecido. Ahora mismo mando un despacho a Palafox para que me diga a qué órdenes he de atenerme.

El 22 de noviembre se distribuyeron las fuerzas españolas:
- En Tarazona estaba Grimarest al mando de tres divisiones de 13 000 a 14 000 soldados en total, con su vanguardia destacada en la ruta de Ágreda por donde se supone que vendría el enemigo de un momento a otro.
- En Cascante se encontraba la 4.ª división del general Manuel Lapeña con 8000 hombres, andaluces en su mayoría, que habían participado en la batalla de Bailén.
- En Ablitas establece su cuartel general Castaños, piensa cubrir el espacio desde Cascante al Ebro con su 5.ª división y con los refuerzos de Mariscal O'Neylle y Felipe Augusto de Saint-Marcq, cuya llegada espera con nerviosismo.

Aquella misma tarde, las unidades de Aragón comenzaron a concentrarse en el término llamado Traslapuente (al otro lado del Ebro de donde se situaba el ejército de Castaños), pero no cruzaron el puente, acamparon allí mismo, pues tenían órdenes de no cruzarlo... hasta que Palafox no se lo ordenase. Castaños se encolerizó, no podía ser, los franceses a punto de llegar y los refuerzos no estaban en su puesto de combate.

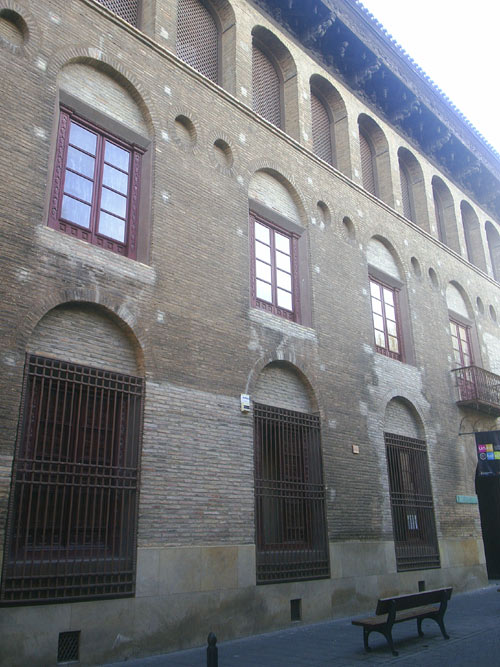
Cuartel general de Castaños — Palacio del Marqués de San Adrián

Palafox, apremiado, calla, pero no otorga. Castaños ante esta actitud que pone en peligro la defensa y la vida de miles de hombres, convoca un consejo de guerra en Tudela, en el palacio del marqués de San Adrián, donde se reunieron Palafox (que llegó el día anterior de Zaragoza), que se juntó con su hermano Francisco Palafox, el general Coupigny y un observador inglés, sir Thomas Graham.
Hubo de todo menos consenso: «En aquella noche fatal», dijo un historiador, «hubo juntas, choques, y todo menos una providencia capaz de salvar los ejércitos».
Palafox se oponía al establecimiento de la línea del Queiles, basándose en que no disponían de los suficientes hombres para resistir al enemigo. Lo mejor era retirarse a Zaragoza y defender Aragón. «¡España, hay que defender a España!», exclamó Castaños. «Tenemos que estar unidos ante el enemigo».
Así estuvieron gran parte de la tarde noche del 22 de noviembre. Al filo de media noche reciben los primeros avisos de que los franceses habían tomado ya Corella y Cintruénigo. La noticia cae como una bomba entre los reunidos, y enseguida cundió por toda la ciudad y, a decir por los testigos, fue de constante alarma.
«¡Que O'Neylle pase ya el Ebro inmediatamente, el enemigo viene hacia nosotros!». Palafox, terco, se aferraba en sus trece. Entonces Castaños le llamó cobarde, empezaron los reproches, uno y otro se apostrofaban con los epítetos más crudos. «Espectáculo bochornoso», dice un historiador, no atreviéndose a detallar la escena.
Al final, Palafox, con un gran dolor en su estima, cede y ordena que pasen el Ebro las fuerzas, pero que quede escrita la opinión de cada uno.

### 23 de noviembre, la batalla
Con los primeros rayos de luz, comienzan a cruzar los 360 m del puente sobre el río Ebro las fuerzas del ejército de reserva, aragoneses en su mayoría, con algunos voluntarios navarros. «Su ropa pardusca, y equipada a la buena de Dios, con más ardor que disciplina y más aspecto de pueblo en armas que de ejército regular». Unas semanas antes, el coronel de uno de los batallones, se quejaba de que «Su gente solo tenía camisa y calzoncillos y de que los fusiles eran inservibles».
Al atravesar las tropas Tudela aún de noche, y al ser las calles del casco antiguo muy estrechas, fue una ardua tarea, se armó un gran jaleo, obstruyeron las callejuelas. Por estas y por la tardanza en entrar en la ciudad, los soldados tardaron en ocupar las posiciones a las que habían sido asignados, es decir, entre Santa Quiteria y Cabezo Maya, una gran extensión de terreno que estaba sin proteger.
Mientras el mariscal francés, Lannes, que no perdía el tiempo, se acercaba ya a las inmediaciones de la ciudad, desde los Montes del Cierzo el sol despuntaba ya. Lannes se extrañó de que no hubiera ningún tipo de vigilancia y de que el enemigo no apareciese por ninguna parte.
Un informe español de la época decía: «En Tudela no había un cuerpo avanzado, ni un solo centinela». A lo que añade el historiador José Muñoz Maldonado: «Se sabía con certeza la aproximación del enemigo y no se tomó ninguna providencia, ni para dar ni para evitar la batalla».
Mientras el refuerzo terminaba de cruzar el puente y se arreglaba algo el «tráfico» de tropas, carruajes, cañones y caballería por las calles de la ciudad, se oyeron los primeros estruendos de fusilería y cañonazos por parte del ejército francés. Esto puso fin a la disputa de Castaños y Palafox: ¿Resistir? ¿Retirarse?. A toda prisa fue preciso adoptar disposiciones defensivas.
«Eran las 7 de la mañana», dice un testigo, «cuando los primeros franceses aparecían dueños del castillo» (monte de Santa Bárbara, un cabezo que está sobre la ciudad). Según Yanguas (historiador de aquella época), fue a las 8 cuando se tuvo en la ciudad el primer aviso de la cercanía de los franceses y de los preparativos de la lucha.

### Las primeras acciones

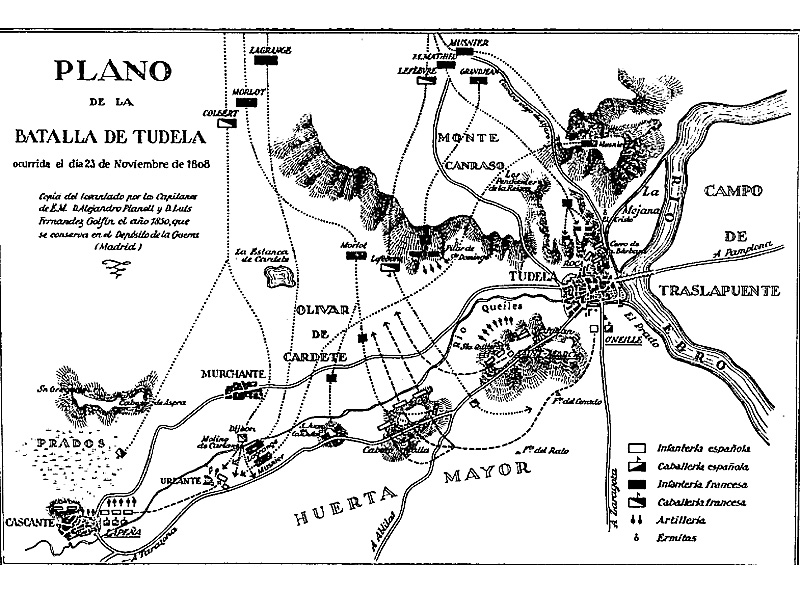
Plano del desarrollo de la batalla

Según comentó el general Castaños en su informe: «Francisco Palafox quiso salir con su ayudante por la calleja que le pareció más corta para descubrir al enemigo y se encontró de manos a boca con una patrulla de Dragones franceses, al revolver la última esquina, por lo que tuvo que volver grupas muy aprisa».
Gracias a que las callejuelas estaban llenas de soldados españoles, aún tardaron en entrar a la ciudad. Según otro testigo: «El ejército de reserva empezó la acción dentro de la ciudad. Los levantinos de la división Roca acometieron bravamente a la bayoneta, consiguieron desalojar a las patrullas enemigas de la cumbre de Santa Bárbara'».
Una vez dueños del cabezo que domina Tudela, los batallones Caro y Pinohermoso desplegaron por las faldas del mismo, tomando posiciones en los cerros cercanos, frente a la meseta denominada Puntal del Cristo, donde ya para entonces se descubría el grueso de las fuerzas francesas de Maurice-Mathieu.
Los voluntarios de la división de Saint-March se disponían a ocupar las alturas de la vega del río Queiles (Monte San Julián, hoy cementerio y el cabezo de Santa Quiteria).
O'Neylle con la mayor parte de las tropas aragonesas trataba de organizarse a espaldas de la ciudad, sobre la carretera a Zaragoza, en espera de las órdenes del general Castaños en quien resignaron el mando en este momento supremo.
A este frustrado golpe del enemigo siguió una tregua de relativa calma. Fue al cabo de esta tregua cuando el mariscal galo concibió el plan de batalla, en vista de sus observaciones sobre el campo español, y en vista de todo de la gran cantidad de fallos, que fueron muchos y garrafales.
Despreció al ejército que se encontraba en Tarazona y se centró en la línea que va desde Tudela a Cascante, el más vital y desguarnecido.
Las primeras decisiones de Lannes se centraron estos objetivos: Atacar parcialmente el flanco derecho español (Tudela); reconocer y profundizar el centro (montes de la orilla del Queiles hasta Urzante), para lo cual dejó en reserva las divisiones Morlot y Granjean, y tercero: lanzar la masa de su caballería contra los de Cascante para evitar que el general Manuel Lapeña corriese hacia Tudela sus líneas y para dar tiempo a que llegara la División Lagrange que pensaba enfrentar a los andaluces.
La división Maurice-Mathieu fue la primera en atacar las posiciones españolas: la colina de Santa Bárbara donde se encuentran los restos del castillo medieval, residencia de monarcas navarros y que se alza a los pies de Tudela, mientras se quedó en reserva la División Musnier en la meseta denominada Puntal del Cristo.
Conforme a tales órdenes, los generales Mauricie-Mathieu y Habert formaron en columna de ataque y acometieron a los españoles, precedidos de un batallón de tiradores. Mathieu iba a la cabeza de un regimiento del Vístula y Habert al frente del 14.º de línea. Eran dos viejos regimientos que habían combatido en Eylau, «para los cuales las batallas contra los españoles no suponía cosa espantable», decía Thiers.
El choque sobrevino poco después de las 9 de la mañana. Tuvo lugar en los tres cerros de las estribaciones de Canraso que se extiende frente a Tudela.

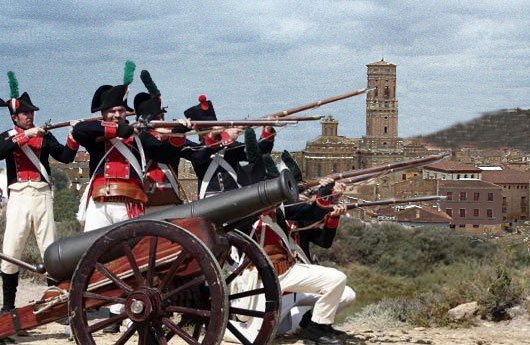
Recreación de la batalla en el cerro de Santa Bárbara, con la torre de la catedral al fondo

## Conmemoraciones y homenajes
Al igual que los nombres del resto de las batallas militares ganadas por el ejército francés bajo Napoleón el nombre Tudela se encuentra inscrito en la piedra del Arco de Triunfo de París, concretamente en el pilar oeste del monumento. 
El 24 de noviembre de 2007, coincidiendo con el 199 aniversario de la batalla, más de 200 recreacionistas españoles, franceses y polacos tomaron parte en una recreación histórica de la Batalla de Tudela llevada a cabo en las calles y proximidades de la ciudad.
El 23 de noviembre de 2008, con motivo del bicentenario de la Batalla de Tudela, las autoridades tudelanas y navarras rindieron un homenaje a los soldados españoles caídos en la batalla. Además, el Ayuntamiento procedió a colocar también en la fachada del Palacio del Marqués de San Adrián una placa en conmemoración del consejo deliberativo de guerra que, previo a la Batalla de Tudela, celebraron en dicho edificio tudelano los generales del ejército español el 23 de noviembre de 1808.